# Davor Šalat
Davor Šalat (Dubrovnik, 1968.) hrvatski književnik, prevoditelj i novinar.

## Životopis
Živi u Zagrebu, gdje je diplomirao na Filozofskom fakultetu, komparativnu književnost, španjolski jezik i književnost. Doktorirao je na Fakultetu hrvatskih studija s temom doktorskoga rada "Hrvatske pjesničke prakse od 2000. do 2010".  
Novinar je i urednik na Hrvatskome radiju. Na Radio Sljemenu uređivao je vijesti, Aktualno u Zagrebu i Zagrebački dnevnik, izvještavao iz Gradske skupštine Grada Zagreba, radio priloge o raznim gradskim i kulturnim temama te povremeno uređivao emisije Razgovor s poezijom i Hrvatski jazz. Na Trećem programu Hrvatskog radija urednik je emisije o poeziji Preobražaji, jedan od voditelja emisije Razgovor s povodom, a surađuje i u emisiji Signatura. 
Godine 1991. dobio je nagradu "Goran" za mlade pjesnike u okviru pjesničke manifestacije "Goranovo proljeće", a kao nagrada sljedeće godine (1992.) u nakladi Studentskoga kulturno-umjetničkog društva "Ivan Goran Kovačić" u Zagrebu objavljena mu je prva zbirka pjesama "Unutarnji dodir". Dobio je i 3. nagradu za poeziju na 1. Susretu hrvatskoga duhovnoga književnoga stvaralaštva "Stjepan Kranjčić" u Križevcima 2009. godine te 2. nagradu za esej na spomenutom Susretu 2010., a rukopis i zbirka pjesama "Tumačenje zime" ušli su mu u najuži izbor za Književne nagrade "Tin Ujević" Društva hrvatskih književnika i "Drago Gervais" u Rijeci. Uz "Unutarnji dodir", objavio je još šest zbirka pjesama: "Sanjarije krhkog sunca", "Košulja tišine" (Zagreb,2002.), "Uspavanka pod pepelom" (Zagreb, 2005.), "Murmullo sobre el asfalto" (Šapat nad asfaltom), (Gudalajara, Meksiko, 2008.), "Tumačenje zime" (Zagreb, 2009.), "Zvijezde, davna lica spašenih" (Zagreb, 2019) i "Largimi dhe lamtumira" (Tumačenje zime), (Priština, Kosovo) 2023. 
Također, objavio je šest knjige eseja i kritika o suvremenim hrvatskim pjesnicima: "Odgođena šutnja" (Zagreb, 2007.),  "Posrtanje za alibijem" (Zagreb, 2011.) i "U tigrovoj kući - ogledi o poeziji Tomislava Marijana Bilosnića" (Zadar, 2012.), "Zrcalni ogled - eseji i kritike o hrvatskoj poeziji" (Zagreb, 2014.), "Skeniranje vjetra" (Zagreb, 2016.) i "Povećalo za poeziju" (Zagreb, 2021).  
Šalat je preveo zbirku pjesama španjolskoga nobelovca Juana Ramóna Jiméneza "Vječnosti" (Zagreb, 2001.), napravio je i predgovorom popratio izbor iz poezije Željka Sabola "Lelek ispod ruševina" (Vinkovci, 2005.), Ante Stamaća "Your and my Signs" (Zagreb, 2008.), Branimira Bošnjaka "Worlds have ben reset by Death" (Zagreb, 2009.), Dubravka Škurle "Sunce je zašlo ali još će pasti" (Zagreb, 2011.), Zvonimira Goloba "Tvoj dio zraka" (Zagreb, 2017.) i Ernesta Fišera "Trošenje nade" (Zagreb, 2019.) te, zajedno s Lanom Derkač, uredio antologiju Međunarodnog pjesničkog festivala u Zagrebu "Kairos u Zagrebu/ Kairos in Zagreb" (Zagreb, 2006.). 
Sudjelovao je na više hrvatskih i međunarodnih pjesničkih susreta (Litva, Slovenija, Sjeverna Makedonija, Indija, Albanija, Španjolska, Maroko, Meksiko, Bosna i Hercegovina, Bugarska) i festivala te književno-znanstvenih skupova. Bio je suvoditelj Međunarodnog pjesničkog festivala u Zagrebu 2006. godine, koji je organiziralo Društvo hrvatskih književnika. Objavljivao je poeziju, književnu kritiku i esejistiku u mnogim hrvatskim i inozemnim književnim časopisima, a pjesme, eseji i književne kritike prevođene su mu na engleski, njemački, španjolski, talijanski, francuski, poljski, makedonski, bugarski, albanski i litvanski jezik. Zastupan je u više antologija i panorama suvremene hrvatske poezije u Hrvatskoj i inozemstvu. Sudjelovao je, izborom i leksikografskim jedinicama, u izradi "Leksikona hrvatske književnosti - Djela". 
Član je Društva hrvatskih književnika i Hrvatskog novinarskog društva. Glavni je urednik časopisa za međunarodnu književnu suradnju MOST / The BRIDGE, a petnaestak godina bio je član uredništva časopisa "Kolo" u nakladi Matice hrvatske. 

## Djela
- "Unutarnji dodir", poezija, Studentsko kulturno-umjetničko društvo Ivan Goran Kovačić, Zagreb, 1992.
- "Sanjarije krhkog sunca", poezija, Teovizija, Zagreb, 1999.
- "Košulja tišine", poezija, Stajergraf, Zagreb, 2002.
- "Uspavanka pod pepelom", poezija, Društvo hrvatskih književnika, Zagreb, 2005.
- "Odgođena šutnja", eseji i kritike, Altagama, Zagreb, 2007.
- "Murmullo sobre el asfalto" (Šapat nad asfaltom) (zajedno s Lanom Derkač), poezija u prijevodu Željke Lovrenčić, Gudalajara, Meksiko, 2008.
- "Tumačenje zime", poezija, VBZ, Zagreb, 2009.
- "Posrtanje za alibijem", eseji i kritike, VBZ, Zagreb, 2011.
- "U tigrovoj kući", ogledi o pjesništvu Tomislava Marijana Bilosnića, Udruga 3000 godina Za dar, Zadar, 2012.
- "Zrcalni ogled", eseji i kritike o hrvatskoj poeziji, Alfa, Zagreb, 2014.
- "Skeniranje vjetra", eseji i kritike o hrvatskim i inozemnim književnicima, Društvo hrvatskih književnika, Zagreb, 2016.
- "Zvijezde, davna lica spašenih", poezija, Fraktura, Zagreb, 2019.
- "Povećalo za poeziju", eseji i kritike, Matica hrvatska, Zagreb, 2021.
- "Largimi dhe lamtumira" (Tumačenje zime), poezija u prijevodu Fatmire Duraku, FAD, Priština, Kosovo, 2023.
- "Hrvatske pjesničke prakse od 2000. do 2010.", doktorski rad, MeandarMedia, Zagreb, 2023.
- "Nijanse", književnopovijesni, esejistički i kritički tekstovi, Društvo hrvatskih književnika, Zagreb, 2024.
- "Ноќта се мие од светлина", (Noć se pere od svjetla), izabrane pjesme u prijevodu Vesna Acevske, Makavej, Skoplje, Sjeverna Makedonija, 2024.

### Urednički, priređivački i pogovorni rad
- Izabrane pjesme Željka Sabola "Lelek ispod ruševina", Privlačica, Vinkovci, 2005.
- Antologija Međunarodnog pjesničkog festivala u Zagrebu "Kairos u Zagrebu/ Kairos in Zagreb" (zajedno s Lanom Derkač), Društvo hrvatskih književnika, Zagreb, 2006.
- Izabrane pjesme Ante Stamaća "Your and my Signs", Društvo hrvatskih književnika, Zagreb, 2008.
- Izabrane pjesme Branimira Bošnjaka "Worlds have ben reset by Death", Društvo hrvatskih književnika, Zagreb, 2009.
- Izabrane pjesme Gojka Sušca "Der Stamm alles Aufgehendem", Društvo hrvatskih književnika, Zagreb, 2010.
- Izabrane pjesme Dubravka Škurle "Sunce je zašlo ali još će pasti", Stajergraf, Zagreb, 2011.
- Panorama suvremene hrvatske poezije "Cartographers of Dreams", MOST/ The BRIDGE 3/2012, Društvo hrvatskih književnika, Zagreb, 2012.
- Izabrane pjesme Jakše Fiamenga "Hypnosovo ulje (1966. - 2012.)", Naklada Bošković, Split, 2012.
- Izabrane pjesme Zvonimira Goloba "Tvoj dio zraka", Mala knjižnica Društva hrvatskih književnika, Zagreb, 2017.
- Panorama suvremene hrvatske poezije "Panorama der zeitgenössischen kroarichen Lyrik", (zajedno s Borisom Perićem), MOST/ THE BRIDGE 1-2/ 2018., Zagreb, 2018.
- Izabrane pjesme Ernesta Fišera "Trošenje nade", Matica hrvatska, Zagreb, 2019.
- Izabrana djela Stojana Vučićevića i Željka Sabola, Biblioteka STOLJEĆA HRVATSKE KNJIŽEVNOSTI, Matica hrvatska, 2021.
- Izabrane pjesme Ivana Hercega "Duhovi iz zlatne omče", Mala zvona, Zagreb, 2024.
- Izabrane pjesme Drage Štambuka "Pietas", Matica hrvatska, Zagreb, 2024.

### Prijevodi
- Manuel Altolaguirre: ciklus pjesama "Privremeni oblak", objavljen u časopisu Književna smotra, 1992.
- Juan Ramón Jiménez: zbirka pjesama "Vječnosti", Konzor, Zagreb, 2001.
- Victor Rodríguez Núñez: ciklus pjesama, objavljen u časopisu Poezija 2012. godine
- Francisco Domene: ciklus pjesama iz zbirke "Lažno svjedočanstvo", objavljen na Trećem programu Hrvatskog radija, 2014., i u časopisu "Kolo", 2015.
- Rei Berroa: ciklus pjesama "Nikad nemoj klečati da bi preživio", objavljen u časopisu Poezija 2024. godine

## Nagrade i priznanja
- Goran za mlade pjesnike 1991.
- 3. nagrada za pjesmu na 1. Susretu hrvatskoga duhovnoga književnoga stvaralaštva Stjepan Kranjčić 2009. u Križevcima za pjesmu u prozi  Vježbanje budućnosti[1]
- 2. nagrada za esej na 2. Susretu hrvatskoga duhovnoga književnoga stvaralaštva Stjepan Kranjčić 2010. u Križevcima za esej Odsutnost i prisutnost[2]
- Nagrada Julije Benešić za najbolju knjigu književnih kritika hrvatskog književnog kritičara, Đakovo, 2015.
- Nagrada Zvonko Milković za najbolju knjigu pjesama s intimističkom i/ili zavičajnom tematikom, Varaždin, 2019.

## Vanjske poveznice
- Jutro poezije  Arhivirana inačica izvorne stranice od 10. studenoga 2011. (Wayback Machine) Davor Šalat